# Esqui cross-country nos Jogos Paralímpicos de Inverno de 2018 - 10 km masculino
As provas de 10 km clássico masculino do esqui cross-country nos Jogos Paralímpicos de Inverno de 2018 foram disputadas no Centro de Biatlo Alpensia, em Daegwallyeong-myeon, Pyeongchang, em 17 de março. A prova de 10 km ocorreu para atletas que competem em pé e deficientes visuais.

## Medalhistas
| Medalha | Atletas em pé            | Deficientes visuais                          |
| ------- | ------------------------ | -------------------------------------------- |
| Ouro    | JPN Yoshihiro Nitta      | CAN Brian McKeever / Graham Nishikawa (guia) |
| Prata   | UKR Grygorii Vovchynskyi | USA Jake Adicoff / Sawyer Kesselheim (guia)  |
| Bronze  | CAN Mark Arendz          | BLR Yury Holub / Dzmitry Budzilovich (guia)  |

## Resultados

### Atletas em pé
| Pos. | Bib | Atleta                        | Tempo real | Tempo calculado | Diferença |
| ---- | --- | ----------------------------- | ---------- | --------------- | --------- |
| 01 ! | 102 | JPN Yoshihiro Nitta           | 26:29.9    | 24:06.8         | —         |
| 02 ! | 101 | UKR Grygorii Vovchynskyi      | 26:39.5    | 24:15.5         | +8.7      |
| 03 ! | 100 | CAN Mark Arendz               | 27:10.1    | 24:27.1         | +20.3     |
| 4    | 104 | UKR Ihor Reptyukh             | 27:04.1    | 24:37.9         | +31.1     |
| 5    | 103 | FIN Ilkka Tuomisto            | 27:10.0    | 24:43.3         | +36.5     |
| 6    | 99  | POL Witold Skupień            | 31:22.4    | 25:05.9         | +59.1     |
| 7    | 98  | NOR Håkon Olsrud              | 27:40.9    | 25:11.4         | +1:04.6   |
| 8    | 89  | CHN Ma Mingtao                | 31:56.3    | 25:33.0         | +1:26.2   |
| 9    | 92  | GER Alexander Ehler           | 26:44.6    | 25:40.4         | +1:33.6   |
| 10   | 93  | JPN Taiki Kawayoke            | 32:17.4    | 25:49.9         | +1:43.1   |
| 11   | 94  | JPN Keiichi Sato              | 28:26.9    | 25:53.3         | +1:46.5   |
| 12   | 96  | UKR Serhii Romaniuk           | 28:27.5    | 25:53.8         | +1:47.0   |
| 13   | 95  | UKR Vitalii Sytnyk            | 29:37.6    | 26:39.8         | +2:33.0   |
| 14   | 91  | MGL Ganbold Batmunkh          | 30:10.1    | 27:09.1         | +3:02.3   |
| 15   | 90  | KAZ Alexandr Kolyadin         | 28:24.5    | 27:16.3         | +3:09.5   |
| 16   | 87  | SUI Luca Tavasci              | 30:13.4    | 27:30.2         | +3:23.4   |
| 17   | 97  | CHN Du Haitao                 | 34:38.7    | 27:43.0         | +3:36.2   |
| 18   | 86  | JPN Keigo Iwamoto             | 32:26.4    | 28:13.4         | +4:06.6   |
| 19   | 88  | KOR Kwon Sang-hyeon           | 31:40.1    | 28:49.1         | +4:42.3   |
| 20   | 84  | NOR Johannes Birkelund        | 32:25.6    | 28:51.6         | +4:44.8   |
| 21   | 83  | ITA Cristian Toninelli        | 32:50.0    | 29:52.7         | +5:45.9   |
| 22   | 82  | IRI Aboulfazl Khatibi Mianaei | 33:05.3    | 30:06.6         | +5:59.8   |
| 23   | 85  | CHN Wang Chenyang             | 41:26.8    | 33:09.4         | +9:02.6   |
| —    | 81  | CRO Antun Bošnjaković         | DNS        | DNS             | DNS       |

### Deficientes visuais
| Pos. | Bib | Atleta                                     | País               | Tempo real | Tempo calculado | Diferença |
| ---- | --- | ------------------------------------------ | ------------------ | ---------- | --------------- | --------- |
| 01 ! | 76  | Brian McKeever Guia: Graham Nishikawa      | CAN Canadá         | 23:17.8    | 23:17.8         | —         |
| 02 ! | 75  | Jake Adicoff Guia: Sawyer Kesselheim       | USA Estados Unidos | 24:31.3    | 24:31.3         | +1:13.5   |
| 03 ! | 73  | Yury Holub Guia: Dzmitry Budzilovich       | BLR Bielorrússia   | 24:37.1    | 24:37.1         | +1:19.3   |
| 4    | 74  | Thomas Clarion Guia: Antoine Bollet        | FRA França         | 28:25.8    | 25:01.1         | +1:43.3   |
| 5    | 70  | Iaroslav Reshetynskyi Guia: Nazar Stefurak | UKR Ucrânia        | 25:53.5    | 25:38.0         | +2:20.2   |
| 6    | 71  | Dmytr Suiarko Guia: Vasyl Potapenko        | UKR Ucrânia        | 26:09.3    | 25:53.6         | +2:35.8   |
| 7    | 72  | Eirik Bye Guia: Arvid Nelson               | NOR Noruega        | 26:04.5    | 26:04.5         | +2:46.7   |
| 8    | 68  | Inkki Inola Guia: Vili Sormunen            | FIN Finlândia      | 26:38.2    | 26:38.2         | +3:20.4   |
| 9    | 69  | Piotr Garbowski Guia: Jakub Twardowski     | POL Polônia        | 27:16.5    | 27:16.5         | +3:58.7   |
| 10   | 67  | Thomas Dubois Guia: Bastien Sauvage        | FRA França         | 31:22.9    | 27:37.0         | +4:19.2   |
| 11   | 65  | Kazuto Takamura Guia: Yuhei Fujita         | JPN Japão          | 32:32.5    | 28:38.2         | +5:20.4   |
| 12   | 64  | Łukasz Kubica Guia: Wojciech Suchwałko     | POL Polônia        | 28:46.3    | 28:46.3         | +5:28.5   |
| 13   | 66  | Oleksandr Makhotkin Guia: Denys Nikulin    | UKR Ucrânia        | 28:50.3    | 28:50.3         | +5:32.5   |
| 14   | 62  | Rudolf Klemetti Guia: Jaakko Kallunki      | FIN Finlândia      | 29:05.4    | 29:05.4         | +5:47.6   |
| 15   | 63  | Choi Bo-gue Guia: Kim Hyun-woo             | KOR Coreia do Sul  | 30:06.4    | 30:06.4         | +6:48.6   |
| 16   | 61  | Svetoslav Georgiev Guia: Ivan Birnikov     | BUL Bulgária       | 32:01.8    | 31:42.6         | +8:24.8   |
| —    | 77  | Zebastian Modin Guia: Johannes Andersson   | SWE Suécia         | DNF        | DNF             | DNF       |

Legenda
| Recorde mundial      | Recorde mundial (World record)               |                       | Recorde africano                      | Recorde africano (African) |                                           | Q | Classificado por posição (Qualified) |
| Recorde paralímpico  | Recorde paralímpico (Paralympic record)      | Recorde da América    | Recorde da América (Americas)         | q                          | Classificado por melhor tempo (Qualified) |   |                                      |
| Melhor marca do ano  | Melhor marca do ano (World leading)          | Recorde asiático      | Recorde asiático (Asian)              | DNS                        | Não largou (Did not start)                |   |                                      |
| Recorde nacional     | Recorde nacional (National record)           | Recorde europeu       | Recorde europeu (European)            | DNF                        | Não terminou (Did not finish)             |   |                                      |
| Recorde pessoal      | Recorde pessoal do atleta (Personal best)    | Recorde da Oceania    | Recorde da Oceania (Oceania)          | DSQ / DQ                   | Desclassificado (Disqualified)            |   |                                      |
| Recorde da temporada | Recorde da temporada do atleta (Season best) | Recorde sul-americano | Recorde sul-americano (South America) | NM                         | Sem marca (No mark)                       |   |                                      |

### Esqui cross-country
| Penalizado com cartão amarelo | Penalizado com o cartão amarelo (Yellow card)                                           |  |  |  |
| LL                            | Classificado por tempo (Lucky loser)                                                    |  |  |  |
| PF                            | Vencedor definido por photo finish (Photo finish)                                       |  |  |  |
| LAP                           | Ultrapassado pelo líder (Lapped)                                                        |  |  |  |
| DQB                           | Desclassificado por conduta antidesportiva (Disqualified for unsportsmanlike behaviour) |  |  |  |
| RAL                           | Ranqueado como último (Ranked as last)                                                  |  |  |  |